# Харьковская государственная академия физической культуры
Харьковская государственная академия физической культуры (укр. Харківська державна академія фізичної культури)— высшее учебное заведение, основанное в 1979 году в Харькове.
Академия издаёт журналы.

## История
Факультет Киевского государственного института физической культуры в Харькове, с которого ведёт свою историю Харьковская государственная академия физической культуры основан в 1979 году, и под этим именем просуществовал до 1989 года.
В 1989 года по 2001 год — Государственный институт физической культуры Украины.
В 1991 году на базе института создан Слобожанский учебно-научно-спортивный комплекс.
С 2001 года — Харьковская государственная академия физической культуры.
В 2008 году академия стала третьей в рейтинге лучших педагогических вузов Украины.

## Структура
Харьковская государственная академия физической культуры имеет следующие факультеты:
- Физкультура и спорт.
- Факультеты и специальности.
- Факультет спортивных игр и единоборств, циклических видов спорта.
- Факультет физической реабилитации.
- Физическое воспитание.
- Здоровьe человека.

ХГАФК состоит из 19 кафедр, действуют аспирантура, научная лаборатория, центр компьютерных технологий и центр информационного обеспечения физического воспитания и спорта.
По данным на 2013 год в академии обучаются 2712 студентов под руководством 197 преподавателей, 71 кандидат наук и 10 профессоров и докторов наук.
Занятия проходят в трёх корпусах, иногородние студенты проживают в двух общежитиях, им предоставлены услуги велолыжной базы и стадиона «Пионер».